# LIMITS
LIMITS（リミッツ）は、株式会社ピーエイアイエヌティが運営する大阪発祥の競技型デジタルアートである。2015年5月にDLP-BATTLE（Digital Live Paint Battle）として始まったイベントで、2015年9月の大会より名称をLIMITSに変更。2017年から日本と海外の予選を勝ち抜いた選手による世界大会LIMITS World Grand Prixを開催し、2018年・2019年は渋谷ヒカリエホールで開催している。2019年11月からはオンラインマッチがスタートした。
2020年からはコロナ禍への対応としてイベント開催は延期し、Youtubeでの番組「楽しく描こうLIMITSで」「まったリミッツ」によりLIMITSを題材にした様々なコラボレーションを配信した。
2022年には3年ぶりの大会となるAsian Championship、2023年にはLIMITS初の高校生大会が開催された。

## 概要
LIMITSは、二人のクリエイターがステージ上に上がり、その場で与えられたテーマに基づいて制限時間20分でアートを製作し、審査員とオーディエンスによる投票で勝敗を決定する競技型デジタルアートである。その形式から、「アート版料理の鉄人」や「アート界のフリースタイルバトル」と表現されることも多い。日本発のアートイベントとして国内のみならず海外からも注目されており、世界展開を見据えたプロジェクトとしてクールジャパン戦略推進委員会にも取り上げられた。
クリエイターにスポットライトを当て、アートをもっと手軽で一般的に楽しめる文化にするという目的のもと生まれたエンターテインメントで、多種様々な分野のクリエイターが参加。 即興性、技術性、表現性が試される。1対1のバトル、その場で与えられたテーマを時間制限とオーディエンスからの注目というプレッシャーの中、クリエイターたちは自らの持つ知識・経験・能力のすべてを駆使してしのぎを削っている。 
→日本発祥！デジタルアートバトルって何？
→【日本語】Introducing the basics of LIMITS Digital Art Battle

## World Grand Prix
LIMITSが2017年から2019年まで年1回開催していた世界大会。世界各地の予選を勝ち抜いたクリエイターが参加し、優勝を争う。優勝賞金は2018年から500万円、賞金賞品総額1000万円に引き上げられた。

## オンラインマッチ
インターネットを通じて2人のクリエイターがオンライン対戦を行う仕組み。2019年11月に開始。2ヶ月程度を1シーズンとして優勝者を決めるオンラインマッチシーズンも開催されている。2020年9月現在、シーズン2まで実施された。

## Asian Championship
コロナ禍でのイベント休止期間を経て、2022年に3年ぶりに開催された大会。台湾・香港・シンガポール各地での大会を勝ち抜いた各地域2名のクリエイターと日本大会を勝ち抜いた2名のクリエイターの合計8名で決勝大会を争う。

## 高校生大会
2023年に初めて開催された日本の高校生によるデジタルアートバトルの大会。1対1の個人戦ではなく、3人までのチーム戦なのが特徴。第一回の2023年は33校50チームが参加。８チームが進出する決勝大会は天王洲銀河劇場で開催され、埼玉栄高校が初代王者となる。

## 沿革

### 過去開催された大会
| 年月       | 大会名・概要                                                                                     | 優勝者                      |
| 2015年5月  | DLP-Battle @大阪 日本橋 In→dependent theatre 2nd. LIMITSの前身                                   | KENTOO                      |
| 2015年9月  | LIMITS OSAKA @大阪 日本橋 In→dependent theatre 2nd. LIMITS第一回大会                             | リタ・ジェイ （インコさん） |
| 2016年1月  | LIMITS JAPAN FINAL @大阪 日本橋 In→dependent theatre 2nd. 初の日本王座決定戦                     | jbstyle.                    |
| 2016年8月  | LIMITS Digital Art Festival ~Summer~ @大阪 あべの ROCKTOWN                                       | jbstyle.                    |
| 2016年9月  | LIMITS Digital Art Battle TGS Edition @千葉 幕張メッセ 東京ゲームショウ2016 E-Sportsステージにて | jbstyle.                    |
| 2017年2月  | LIMITS World Grand Prix @大阪 アメリカ村 BIG CAT 初の世界大会                                    | アオガチョウ                |
| 2017年8月  | LIMITS Digital Art Battle 学生王座決定戦 @大阪 EXPOCITY 学生のみの大会                           | 大阪デザイナー専門学校      |
| 2018年4月  | LIMITS JAPAN FINAL 決勝大会 @大阪 あべの ROCKTOWN                                                | GODTAIL                     |
| 2018年5月  | LIMITS World Grand Prix 2018 @東京 ヒカリエホール（ホールA）                                     | Ahmed Aldoori               |
| 2019年2月  | リミッツ 名古屋大会 @ＣＢＣ会館 2019シーズン開幕                                                 | jbstyle.                    |
| 2019年2月  | リミッツ 大阪大会 @MBSちゃやまちプラザ                                                           | FOORIDER                    |
| 2019年3月  | リミッツ 東京大会 @Pixivオフィス                                                                 | 柳澤康介                    |
| 2019年3月  | リミッツ 福岡大会 @The Company キャナルシティ博多前店                                            | イチノミヤモトヒロ          |
| 2019年4月  | リミッツ 日本大会 @MBSちゃやまちプラザ                                                           | jbstyle.                    |
| 2019年6月  | LIMITS World Grand Prix 2019 @東京 ヒカリエホール                                                | Robot Pencil                |
| 2022年5月  | LIMITS Asian Championship 2022 @東京 Ebisu303                                                    | Oh Mankee                   |
| 2023年8月  | LIMITS高校生大会2023 @東京 天王洲銀河劇場                                                        | 埼玉栄高等学校              |
| 2024年8月  | LIMITS高校生大会2024 @東京 宝塚大学東京新宿キャンパス                                            | 松栄学園高等学校            |
| 2024年10月 | LIMITS Championship2024 @東京 渋谷ストリームホール                                               | 千広兄弟                    |

### 過去開催されたイベント
2016年7月、京都のみやこめっせにてBIT SUMMIT 4thに出展し、Innovative Outlaw Award（革新的反骨心賞）を受賞。
2017年10月、大阪のROCKTOWNにてLIMITS Western League（LIMITS初の公式リーグ ）開幕。同月、京都国際映画祭（京都芸術センター）にてデジタルアート部門としてLIMITSが招聘され、よしもと芸人とのコラボイベントを開催。
2017年11月、東京カルチャーカルチャーにてLIMITS Eastern League開幕。
2018年6月、幕張メッセにてXFLAG PARK2018のステージイベントとしてLIMITSが招聘され、MONST Art Battleを開催。
2018年8月、原宿FLATにてLIMITS初のアーティスト作品展示会を開催。
2019年1月、TAIPEI GAME SHOW2019のXFLAGステージイベントとしてLIMITSが招聘され、MONST Art Battle Taipeiを開催。
2019年6月、LIMITS World Grand Prix 2019のサブイベントとしてVR LIMITSを開催。参加者を選抜する様子はOculusがRoad to Tokyoとして映像公開し、世界的な注目を浴びる
2019年11月、幕張メッセにて東京コミコン2019メインステージのMARVELステージイベントとしてLIMITSが招聘され、MARVEL Digital Art Heroesを開催。
2020年11月、新宿三角広場にてコネクテッド・インク2020内ステージ演目として日本フィルハーモニー交響楽団 + LIMITS（リミッツ） | クロージング・アクトを実施。
2021年11月、新宿三角広場にてコネクテッド・インク2021内ステージ演目としてLIMITSを実施。
2022年11月、新宿三角広場にてコネクテッド・インク2022東京内ステージ演目としてLIMITS高校生Exhibitionを実施。
2023年2月、長野県白馬村にてArtCul Hakubaを実施。
2023年7月、横浜ランドマークタワーにて横浜ランドマークタワー開業30周年イベントの演目としてLIMITSが招聘され、「みらいをひらくデジタルアートバトル by LIMITS」を開催。
2023年11月、新宿三角広場にてコネクテッド・インク東京2023内ステージ演目としてLIMITS高校生Exhibitionを実施。
2024年3月、東京ビッグサイトにてE-Tokyo Festival2024のステージ演目としてLIMITSを実施。
2024年4月、新宿歌舞伎町タワー3階namco TOKYOにてPacman meets LIMITSを開催。